# Laganum versatile
Laganum versatile is een zee-egel uit de familie Laganidae.
De wetenschappelijke naam van de soort werd in 1922 gepubliceerd door René Koehler.